# Egypte op de Olympische Zomerspelen 2008
Egypte nam deel aan de Olympische Zomerspelen 2008 in Peking, China. Egypte debuteerde op de Zomerspelen in 1912 en deed in 2008 voor de twintigste keer mee. De prestatie tijdens de vorige editie (vijf medailles waarvan één keer goud) werd niet herhaald of overtroffen; Egypte won ditmaal een bronzen medaille door toedoen van judoka Hesham Mesbah. In een later stadium kreeg gewichthefster Abir Khalil alsnog een bronzen medaille toegewezen.

## Medailleoverzicht
| Sport         | Olympiër      | Onderdeel                  | Medaille |
| ------------- | ------------- | -------------------------- | -------- |
| Gewichtheffen | Abir Khalil   | lichtzwaargewicht (-69 kg) | *        |
| Judo          | Hesham Mesbah | -90kg (m)                  | Brons    |

* Deze medaille werd in een later stadium alsnog toegewezen.

## Deelnemers en resultaten

### Atletiek
| Olympiër                  | Onderdeel          | Resultaat | Prestatie                                              |
| ------------------------- | ------------------ | --------- | ------------------------------------------------------ |
| Amr Ibrahim Mostafa Seoud | 200m (m)           | 17e       | serie 2: 5de in 20,75 kwartfinale 1: 6de in 20,45 (NR) |
| Yasser Farag              | kogelstoten (m)    | 37e       | kwalificatie groep B: 16de met 18,42m                  |
| Omar El Ghazali           | discuswerpen (m)   | 23e       | kwalificatie groep A: 12de met 60,24m                  |
| Mohsen El Anany           | kogelslingeren (m) | 23e       | kwalificatie groep A: geen geldige poging              |

### Badminton
| Olympiër    | Onderdeel     | Resultaat | Prestatie                                                                                    |
| ----------- | ------------- | --------- | -------------------------------------------------------------------------------------------- |
| Hadia Hosny | enkelspel (v) | 17e       | 1ste ronde: W van MEX Angulo: 21-18, 7-21, 21-14 2de ronde: V van BUL Nedelcheva: 7-21, 4-21 |

### Boksen
| Olympiër         | Onderdeel | Resultaat | Prestatie                                                                                      |
| ---------------- | --------- | --------- | ---------------------------------------------------------------------------------------------- |
| Hosam Bakr Abdin | -69kg (m) | 5e        | 1ste ronde: vrij 2de ronde: W van THA Boonjumnong: 11-10 kwartfinale: V van CUB Banteaux: 3-10 |
| Mohamed Hikal    | -75kg (m) | 17e       | 1ste ronde: V van GBR DeGale: 4-13                                                             |
| Ramadan Yasser   | -81kg (m) | 9e        | 1ste ronde: W van BLR Magomedov: 10-10 2de ronde: V van ALG Benchabla: 6-13                    |

### Boogschieten
| Olympiër        | Onderdeel       | Resultaat | Prestatie                                                                   |
| --------------- | --------------- | --------- | --------------------------------------------------------------------------- |
| Maged Youssef   | individueel (m) | 62e       | plaatsingsronde: 62ste met 605 punten 1ste ronde: V van UKR Ruban: 96-111   |
|                 |                 |           |                                                                             |
| Soha Abed Elaal | individueel (v) | 63e       | plaatsingsronde: 57ste met 587 punten 1ste ronde: V van GBR Folkard: 95-107 |

### Gewichtheffen
| Olympiër             | Onderdeel    | Resultaat | Prestatie                                                    |
| -------------------- | ------------ | --------- | ------------------------------------------------------------ |
| Mohamed Abd Elbaki   | -62kg (m) *  | 8e        | trekken: 12de met 129kg stoten: 7de met 159kg totaal: 288kg  |
| Tarek Yehia          | -69kg (m) *  | 11e       | trekken: 12de met 138kg stoten: 6de met 172kg totaal: 310kg  |
| Mahmoud Elhaddad     | -77kg (m) *  | 12e       | trekken: 15de met 150kg stoten: 7de met 192kg totaal: 342kg  |
| Abdelrahman El-Sayed | -105kg (m) * | 14e       | trekken: 13de met 175kg stoten: 14de met 210kg totaal: 385kg |
|                      |              |           |                                                              |
| Abir Khalil          | -69kg (v) *  | 5e        | trekken: 6de met 105kg stoten: 5de met 133kg totaal: 238kg   |

* Betreft de resultaten behaald van voor latere diskwalificaties. Zie ook medailleoverzicht.

### Gymnastiek
| Olympiër         | Onderdeel                | Resultaat | Prestatie                             |
| ---------------- | ------------------------ | --------- | ------------------------------------- |
| Mohamed Serour   | meerkamp individueel (m) | 44e       | kwalificatie: 44ste met 81,200 punten |
|                  |                          |           |                                       |
| Sherine El-Zeiny | meerkamp individueel (v) | 61e       | kwalificatie: 61ste met 50,000 punten |

### Handbal
| Olympiër | Onderdeel | Resultaat | Prestatie |
| --- | --------- | --------- | --- |
| Hussein Mabrouk Mustafa Hussien Ahmed El Ahmar Mohamed Ramadan Abouelfetoh Abdelrazek Mahmoud Hassaballah Mohamed Bakir El-Nakib Hassan Mabrouk Mohamed Abd El-Salam Walid Abdel Maksoud Belal Mabrouk Hany El-Fakharany Hassan Yousry Hussein Zaky | mannen    | 10e       | groep B: 6de G van Denemarken: 23-23 V van Rusland: 27-28 V van Duitsland: 23-25 V van Zuid-Korea: 23-25 G van IJsland: 32-32 |

| Groep B |            |             |             |             |             |            |            |            |        |
| #       | Land       | Wedstrijden | Wedstrijden | Wedstrijden | Wedstrijden | Doelpunten | Doelpunten | Doelpunten | Punten |
| #       | Land       | G           | W           | G           | V           | V          | T          | Saldo      | Punten |
| 1       | Zuid-Korea | 5           | 3           | 0           | 2           | 122        | 129        | -7         | 6      |
| 2       | Denemarken | 5           | 3           | 1           | 0           | 137        | 131        | +6         | 6      |
| 3       | IJsland    | 5           | 2           | 2           | 1           | 151        | 146        | +5         | 6      |
| 4       | Rusland    | 5           | 2           | 2           | 1           | 136        | 131        | +5         | 5      |
| 5       | Duitsland  | 5           | 2           | 1           | 2           | 126        | 130        | -4         | 5      |
| 6       | Egypte     | 5           | 0           | 2           | 3           | 127        | 132        | -5         | 2      |

| Ronde       | Datum  | Plaats     | Land  | Score      | Land |
| ----------- | ------ | ---------- | ----- | ---------- | ---- |
| Groepsfase  |        |            |       |            |      |
| 10 augustus | Peking | Denemarken | 23-23 | Egypte     |      |
| 12 augustus | Peking | Egypte     | 27-28 | Rusland    |      |
| 14 augustus | Peking | Duitsland  | 25-23 | Egypte     |      |
| 16 augustus | Peking | Egypte     | 22-24 | Zuid-Korea |      |
| 18 augustus | Peking | IJsland    | 33-32 | Egypte     |      |

### Judo
| Olympiër         | Onderdeel  | Resultaat | Prestatie |
| ---------------- | ---------- | --------- | --- |
| Amin El Hady     | -66kg (m)  | 7e        | voorronde: vrij 1ste ronde: W van ARM Armen Nazarjan: koka 2de ronde: V van CUB Arencibia: koka herkansingen: W van AND Gonzalez: ippon herkansingen 2: W van USA Takata: ippon herkansingen 3: V van UZB Sharipov: waza-ari |
| Hesham Mesbah    | -90kg (m)  | Brons     | 1ste ronde: W van KOR Choi: beslissing 2de ronde: V van GEO Tsirekidze: yuko herkansingen: W van AZE Mammadov: yuko herkansingen 2: W van BLR Kazusenok: ippon bronzen finale: W van FRA Dafreville: ippon                   |
| Islam El Shehaby | +100kg (m) | 13e       | voorronde: vrij 1ste ronde: W van HUN Bor: waza-ari 2de ronde: V van JPN Ishii: ippon herkansingen: V van ITA Bianchessi: yuko                                                                                               |
|                  |            |           | |
| Samah Ramadan    | +78kg (v)  | 7e        | 1ste ronde: vrij 2de ronde: V van CUB Ortiz: waza-ari herkansingen: W van AUS Sheperd: ippon herkansingen 2: V van KOR Kim: waza-ari                                                                                         |

### Moderne vijfkamp
| Olympiër       | Onderdeel | Resultaat | Prestatie   |
| -------------- | --------- | --------- | ----------- |
| Amro El Geziry | mannen    | 32e       | 4688 punten |
|                |           |           |             |
| Omnia Fakhry   | vrouwen   | 30e       | 4996 punten |
| Aya Medany     | vrouwen   | 8e        | 5544 punten |

### Paardensport
| Olympiër        | Onderdeel      | Resultaat      | Prestatie                              |
| Springconcours  | Springconcours | Springconcours | Springconcours                         |
| --------------- | -------------- | -------------- | -------------------------------------- |
| Karim El-Zoghby | individueel    | 76e            | kwalificatie: 76ste met 52 strafpunten |

### Roeien
| Olympiër                                                  | Onderdeel              | Resultaat | Prestatie |
| --------------------------------------------------------- | ---------------------- | --------- | --- |
| Ali Ibrahim                                               | skiff (m)              | 18e       | serie 6: 3de in 7.43,70 kwartfinale 1: 6de in 7.24,77 halve finale C/D: 3de in 7.20,73 finale C: 6de in 7.26,06 |
| Ibrahim Abd El Razek Ahmed Gad Amin Ramadan Mohamed Zidan | lichte vier-zonder (m) | 13e       | serie 1: 5de in 6.11,71 herkansingen: 4de in 6.37,50                                                            |
|                                                           |                        |           | |
| Heba Ahmed                                                | skiff (v)              | 24e       | serie 6: 4de in 8.46,96 finale E: 2de in 8.07,10                                                                |

### Schermen
| Olympiër                                                  | Onderdeel       | Resultaat | Prestatie |
| --------------------------------------------------------- | --------------- | --------- | --- |
| Ahmed Nabil                                               | degen (m)       | 33e       | 1ste ronde: V van EST Novosjolov: 8-15                                                                       |
| Mostafa Nagaty                                            | floret (m)      | 17e       | 1ste ronde: V van USA Meinhardt: 3-15                                                                        |
| Gamal Fathy                                               | sabel (m)       | 33e       | 1ste ronde: V van CAN Beaudry: 8-15                                                                          |
| Mahmoud Samir                                             | sabel (m)       | 33e       | 1ste ronde: V van BRA Agresta: 10-15                                                                         |
| Shadi Talaat                                              | sabel (m)       | 33e       | 1ste ronde: V van BLR Pryiemka: 7-15                                                                         |
| Gamal Fathy Mahmoud Samir Shadi Talaat                    | sabel team (m)  | 8e        | 1ste ronde: V van Frankrijk: 32-45 5-8ste plek: V van Wit-Rusland: 22-45 7-8ste plek: V van Hongarije: 25-45 |
|                                                           |                 |           | |
| Aya El Sayed                                              | degen (v)       | 17e       | 1ste ronde: V van FRA Kiraly: 7-15                                                                           |
| Eman El Gammal                                            | floret (v)      | 33e       | 1ste ronde: V van NED Angad-Gaur: 4-13                                                                       |
| Shaimaa El Gammal                                         | floret (v)      | 17e       | 1ste ronde: W van EGY Shaban: 15-12 2de ronde: V van KOR Nam: 6-15                                           |
| Iman Shaban                                               | floret (v)      | 33e       | 1ste ronde: V van EGY S El Gammal: 12-15                                                                     |
| Eman El Gammal Shaimaa El Gammal Iman Shaban Salma Soueif | floret team (v) | 8e        | 1ste ronde: V van Rusland: 23-45 5-8ste plek: V van China: 24-45 7-8ste plek: V van Polen: 14-45             |

### Schietsport
| Olympiër         | Onderdeel                  | Resultaat | Prestatie                                                |
| ---------------- | -------------------------- | --------- | -------------------------------------------------------- |
| Mohamed Abdellah | 10m luchtgeweer (m)        | 43e       | kwalificatie: 43ste met 586 punten (97-100-97-96-100-96) |
| Mohamed Amer     | 50m geweer 3 houdingen (m) | 46e       | kwalificatie: 46ste met 1135 punten (390-369-376)        |
| Hazem Mohamed    | 50m geweer liggend (m)     | 56e       | kwalificatie: 56ste met 576 punten (97-97-96-95-96-95)   |
| Samy Abdel Razek | 50m pistool (m)            | 32e       | kwalificatie: 32ste met 549 punten (91-92-97-87-91-91)   |
| Mahmod Abdelaly  | 10m luchtpistool (m)       | 47e       | kwalificatie: 47ste met 563 punten (94-94-93-93-92-97)   |
| Franco Donato    | skeet (m)                  | 36e       | kwalificatie: 36ste met 106 punten (19-21-22-21-23)      |
| Adham Medhat     | trap (m)                   | 32e       | kwalificatie: 32ste met 108 punten (20-22-22-23-21)      |
|                  |                            |           |                                                          |
| Shimaa Hashad    | 10m luchtgeweer (v)        | 23e       | kwalificatie: 23ste met 393 punten (96-98-99-100)        |
| Mona El-Hawary   | skeet (v)                  | 19e       | kwalificatie: 19de met 50 punten (18-16-16)              |

### Synchroonzwemmen
| Olympiër | Onderdeel | Resultaat | Prestatie                             |
| --- | --------- | --------- | ------------------------------------- |
| Reem Abdalazem Dalia El Gebaly | duet      | 24e       | kwalificatie: 24ste met 80,667 punten |
| Reem Abdalazem Aziza Abdelfattah Shaza Abdelrahman Lamyaa Badawi Hagar Badran Dalia El Gebaly Youmna Khallaf Mai Mohamed Nouran Saleh | team      | 8e        | 80,833 punten                         |

### Taekwondo
| Olympiër      | Onderdeel | Resultaat | Prestatie |
| ------------- | --------- | --------- | --- |
| Noha Abd Rabo | +67kg (v) | 5e        | 1ste ronde: V van NOR Solheim: 3-9 herkansingen: W van MAS Chan: 5-1 bronzen finale: V van GBR Stevenson: 1-5 |

### Tafeltennis
| Olympiër           | Onderdeel     | Resultaat | Prestatie |
| ------------------ | ------------- | --------- | --- |
| El-Sayed Lashin    | enkelspel (m) | 49e       | voorronde: W van ARG Tabachnik: 4-2 (11-4, 9-11, 11-13, 11-4, 13-11, 17-15) 1ste ronde: V van POR Freitas: 1-4 (10-12, 11-4, 11-8, 11-8, 11-6) |
| Adel Massaad       | enkelspel (m) | 65e       | voorronde: V van ESP Carneros: 2-4 (9-11, 10-12, 8-11, 11-9, 11-8, 8-11)                                                                       |
| Ahmed Saleh        | enkelspel (m) | 49e       | voorronde: W van AUS Davis: 4-1 (11-7, 11-6, 10-12, 11-7, 11-8) 1ste ronde: V van FRA Eloi: 3-4 (11-7, 16-14, 8-11, 11-8, 7-11, 8-11, 6-11)    |
|                    |               |           | |
| Shaimaa Abdul-Aziz | enkelspel (v) | 65e       | voorronde: V van TPE Pan: 0-4 (4-11, 4-11, 2-11, 1-11)                                                                                         |
| Noha Yossry        | enkelspel (v) | 65e       | voorronde: V van UKR Soronchinskaya: 0-4 (5-11, 4-11, 10-12, 7-11)                                                                             |

### Volleybal
| Olympiër | Onderdeel | Resultaat | Prestatie |
| --- | --------- | --------- | --- |
| Hamdy Awad Abdalla Ahmed Mohamed Gabal Ahmed Abdel Naeim Abdel Latif Ahmed Wael Al-Aydy Ashraf Abouelhassan Saleh Youssef Mohamed Badawy Hossameldin Gomaa Mohamed Seif Elnasr Mahmoud Abd El Kader | zaal (m)  | 12e       | groep B: 6de V van Brazilië: 0-3 (19-25, 15-25, 18-25) V van Polen: 0-3 (21-25, 18-25, 10-25) V van Duitsland: 0-3 (27-29, 21-25, 21-25) V van Rusland: 0-3 (19-25, 14-25, 18-25) V van Servië: 0-3 (16-25, 13-25, 17-25) |

| Groep B |           |             |             |             |             |             |             |        |        |        |        |
| #       | Land      | Wedstrijden | Wedstrijden | Wedstrijden | Wedstrijden | Wedstrijden | Wedstrijden | Punten | Punten | Punten | Punten |
| #       | Land      | G           | W           | V           | SW          | SV          | SR          | SPW    | SPL    | Saldo  | Punten |
| 1       | Brazilië  | 5           | 4           | 1           | 13          | 4           | +9          | 427    | 373    | +54    | 9      |
| 2       | Rusland   | 5           | 4           | 1           | 14          | 7           | +7          | 496    | 447    | +49    | 9      |
| 3       | Polen     | 5           | 4           | 1           | 12          | 6           | +6          | 434    | 404    | +30    | 9      |
| 4       | Servië    | 5           | 2           | 3           | 9           | 10          | -1          | 440    | 439    | +1     | 7      |
| 5       | Duitsland | 5           | 1           | 4           | 6           | 12          | -6          | 418    | 440    | -22    | 6      |
| 6       | Egypte    | 5           | 0           | 5           | 0           | 15          | -15         | 267    | 379    | -112   | 5      |

| Ronde       | Datum  | Plaats    | Land | Score  | Land |
| ----------- | ------ | --------- | ---- | ------ | ---- |
| Groepsfase  |        |           |      |        |      |
| 10 augustus | Peking | Brazilië  | 3-0  | Egypte |      |
| 12 augustus | Peking | Egypte    | 0-3  | Polen  |      |
| 14 augustus | Peking | Duitsland | 3-0  | Egypte |      |
| 16 augustus | Peking | Rusland   | 3-0  | Egypte |      |
| 18 augustus | Peking | Egypte    | 0-3  | Servië |      |

### Worstelen
| Olympiër           | Onderdeel   | Resultaat   | Prestatie                                                                    |
| Vrije stijl        | Vrije stijl | Vrije stijl | Vrije stijl                                                                  |
| ------------------ | ----------- | ----------- | ---------------------------------------------------------------------------- |
| Hassan Madany      | -60kg (m)   | 18e         | kwalificatie: vrij 1ste ronde: V van IRI Mohammadi: 0-3                      |
| Hassan Madany      | -96kg (m)   | 11e         | kwalificatie: vrij 1ste ronde: V van IRI Ebrahimi: 1-3                       |
|                    |             |             |                                                                              |
| Haiat Farag        | -63kg (v)   | 13e         | kwalificatie: V van USA Miller: 0-3                                          |
| Grieks-Romeins     |             |             |                                                                              |
| Mostafa Mohamed    | -55kg (m)   | 16e         | kwalificatie: V van AZE Bayramov: 0-3 herkansingen: V van CUB Hernandez: 1-3 |
| Ashraf El-Gharably | -60kg (m)   | 14e         | kwalificatie: V van ROU Diaconu: 1-3                                         |
| Karam Gaber        | -96kg (m)   | 13e         | kwalificatie: vrij 1ste ronde: V van ALB Guri: 1-3                           |
| Yasser Sakr        | -120kg (m)  | 19e         | kwalificatie: vrij 1ste ronde: V van ARM Patrikeyev: 1-3                     |

### Zwemmen
| Olympiër        | Onderdeel                   | Resultaat | Prestatie               |
| --------------- | --------------------------- | --------- | ----------------------- |
| Mohamed El Nady | 50m vrije slag (m)          | 54e       | serie 12: 8ste in 23,92 |
| Ahmed Nada      | 100m vlinderslag (m)        | 61e       | serie 2: 5de in 55,59   |
| Mohamed Monir   | 10km open water zwemmen (m) | 20e       | 1:55.17                 |

Afghanistan · Albanië · Algerije · Amerikaanse Maagdeneilanden · Amerikaans-Samoa · Andorra · Angola · Antigua en Barbuda · Argentinië · Armenië · Aruba · Australië · Azerbeidzjan · Bahama's · Bahrein · Bangladesh · Barbados · België · Belize · Benin · Bermuda · Bhutan · Bolivia · Bosnië en Herzegovina · Botswana · Brazilië · Britse Maagdeneilanden · Bulgarije · Burkina Faso · Burundi · Cambodja · Canada · Centraal-Afrikaanse Republiek · Chili · China · Chinees Taipei · Colombia · Comoren · Congo-Brazzaville · Congo-Kinshasa · Cookeilanden · Costa Rica · Cuba · Cyprus · Denemarken · Djibouti · Dominica · Dominicaanse Republiek · Duitsland · Ecuador · Egypte · El Salvador · Equatoriaal-Guinea · Eritrea · Estland · Ethiopië · Fiji · Filipijnen · Finland · Frankrijk · Gabon · Gambia · Georgië · Ghana · Grenada · Griekenland · Groot-Brittannië · Guam · Guatemala · Guinee · Guinee‑Bissau · Guyana · Haïti · Honduras · Hongarije · Hongkong · Ierland · IJsland · India · Indonesië · Irak · Iran · Israël · Italië · Ivoorkust · Jamaica · Japan · Jemen · Jordanië · Kaaimaneilanden · Kaapverdië · Kameroen · Kazachstan · Kenia · Kirgizië · Kiribati · Koeweit · Kroatië · Laos · Lesotho · Letland · Libanon · Liberia · Libië · Liechtenstein · Litouwen · Luxemburg · Macedonië · Madagaskar · Malawi · Malediven · Maleisië · Mali · Malta · Marshalleilanden · Marokko · Mauritanië · Mauritius · Mexico · Micronesië · Moldavië · Monaco · Mongolië · Montenegro · Mozambique · Myanmar · Namibië · Nauru · Nederland · Nederlandse Antillen · Nepal · Nicaragua · Nieuw-Zeeland · Niger · Nigeria · Noord-Korea · Noorwegen · Oeganda · Oekraïne · Oezbekistan · Oman · Oostenrijk · Oost‑Timor · Pakistan · Palau · Palestina · Panama · Papoea-Nieuw-Guinea · Paraguay · Peru · Polen · Portugal · Puerto Rico · Qatar · Roemenië · Rusland · Rwanda · Saint Kitts en Nevis · Saint Lucia · Saint Vincent en Grenadines · Salomonseilanden · Samoa · San Marino · Sao Tomé en Principe · Saoedi-Arabië · Senegal · Servië · Seychellen · Sierra Leone · Singapore · Slovenië · Slowakije · Soedan · Somalië · Spanje · Sri Lanka · Suriname · Swaziland · Syrië · Tadzjikistan · Tanzania · Thailand · Togo · Tonga · Trinidad en Tobago · Tsjaad · Tsjechië · Tunesië · Turkije · Turkmenistan · Tuvalu · Uruguay · Vanuatu · Venezuela · Verenigde Arabische Emiraten · Verenigde Staten · Vietnam · Wit-Rusland · Zambia · Zimbabwe · Zuid-Afrika · Zuid-Korea · Zweden · Zwitserland
Uitgesloten van deelname: Brunei